# Турнау (Австрія)
Турнау (нім. Turnau) — ярмаркова комуна  (нім. Marktgemeinde)  в Австрії, у федеральній землі Штирія. 
Входить до складу округу Брук-Мюрццушлаг.  Населення становить 1,549 осіб (станом на 31 грудня 2013 року). Займає площу 135 км².